# Renzo Sambo
Pour les articles homonymes, voir Sambo (homonymie).
Renzo Sambo, né le 17 janvier 1942 à Trévise et mort le 10 août 2009 à Cesiomaggiore, est un rameur italien.
Il remporte avec Primo Baran et le barreur Bruno Cipolla, la médaille d'or du deux avec barreur lors des Jeux olympiques de 1968 à Xochimilco en battant notamment les favoris Néerlandais.